# Fairey Gannet
El Fairey Gannet fue un avión embarcado turbohélice británico fabricado por Fairey Aviation Company para la alerta temprana antisubmarina basado en portaaviones. Fue usado en el periodo de la Guerra Fría entre 1953 y 1978 por la Real Marina Británica, la Armada Alemana, la Real Fuerza Aérea Australiana y la Armada de Indonesia.  
Fueron reemplazados  por helicópteros Sea King ASW en el periodo subsecuente.

## Desarrollo
El Fairey Gannet (Alcatraz) fue desarrollado en 1949 por la Fairey Aviation Company, como respuesta a una petición del Almirantazgo realizada en 1945 a fines de la Segunda Guerra Mundial, el cual deseaba tener un avión avanzado en alerta submarina.  Los prototipos tardaron casi 4 años en ser desarrollados presentándose el primer prototipo tipo Q-VR546  realizando su primer vuelo el 19 de septiembre de 1949.  Este primer prototipo fue considerado desde el primer momento como un avión de apariencia poco agraciada y además presentó problemas de inestabilidad direccional que lo llevaron a accidentarse con daños menores y lo mandaron a reparaciones por tres meses mientras se revisaba su diseño.  El primer vuelo con aterrizaje exitoso en la cubierta del  HMS Illustrious en septiembre de 1950.
Una segunda versión fue el Q-VR557 tenía un radomo en la panza de la aeronave; pero el Almirantazgo solicitó que se ampliara la bahía de armamentos; además el Almirantazgo pidió la creación de un puesto de observador especializado a popa,  lo que amplió el fuselaje para dar cabida a tres tripulantes, también se le llamó versión GR17 siendo esta la tercera versión llamada prototipo WE488 
a la cual se le añadieron aletillas a la cola para dar mayor estabilidad, este prototipo se accidentó durante unas pruebas.